# Брак, Вальтер
Вальтер Брак (нем. Walter Brack; 20 ноября 1880, Берлин — 19 июля 1919, Берлин) — немецкий пловец, чемпион и серебряный призёр летних Олимпийских игр 1904.
На Играх 1904 в Сент-Луисе Брак участвовал только в двух дисциплинах — 100 ярдов на спине и 440 ярдов брассом. В первой гонке он занял первое место с результатом 1:16,8 и выиграл золотую медаль. Во второй занял вторую позицию и получил серебряную награду.